# Leucania byssina
Leucania byssina là một loài bướm đêm trong họ Noctuidae.